# Lisková
Lisková (Hongaars: Liszkófalu) is een Slowaakse gemeente in de regio Žilina, en maakt deel uit van het district Ružomberok.
Lisková telt 2.110 inwoners.